# Мар Регерас
Мар Регерас (ісп. Mar Regueras; нар. 11 квітня 1970, Барселона, Іспанська держава) — іспанська театральна та кіноакторка. 

## Біографія
Мар Регерас народилася 11 квітня 1970 року у Барселоні. Закінчила Театральний інститут Барселони. 

## Фільмографія
- Мій дім - твій дім (2001)
- Слабкість більшовика (2003)

## Нагороди та номінації
| Нагорода                      | Рік  | Категорія                          | Фільм   | Результат |
| ----------------------------- | ---- | ---------------------------------- | ------- | --------- |
| премія "Гойя"                 | 2003 | краща акторка другого плану        | "Злоба" | Номінація |
| Премія Союзу акторів і актрис | 2003 | Кіно: краща акторка невеликої ролі | "Злоба" | Номінація |